# Vlasta Janečková

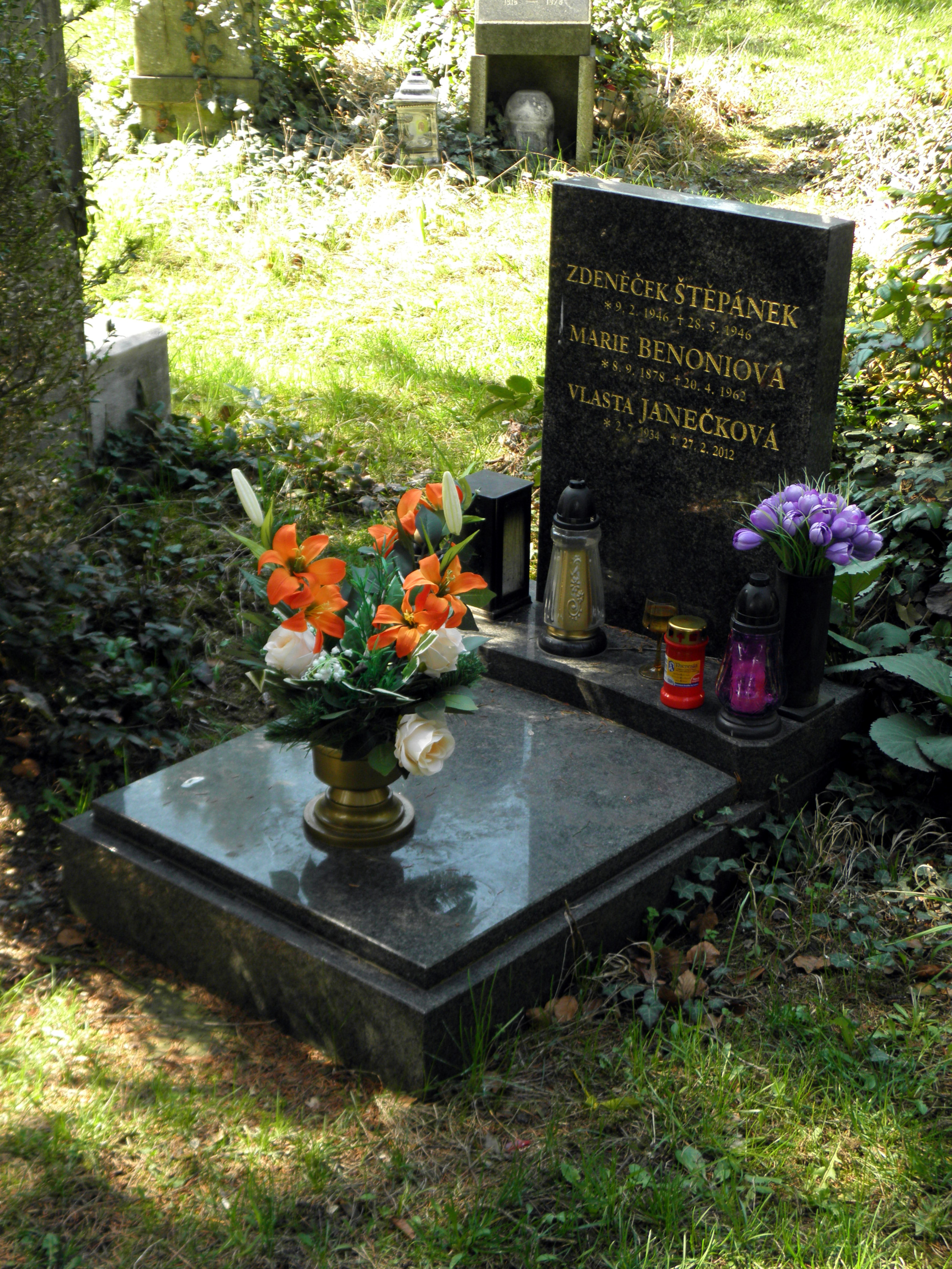
Hrob Vlasty Janečkové na Vinohradském hřbitově

Vlasta Janečková (2. července 1934 Olomouc – 27. února 2012 Škvorec) byla česká filmová a televizní scenáristka a režisérka, známá zejména svojí tvorbou televizních pohádek a příběhů pro děti. Jejím prvním manželem byl režisér Vladislav Delong (1928 - 1974). Po jeho smrti se provdala za českého herce Petra Štěpánka. Mezi její vůbec nejznámější díla patří třináctidílný televizní seriál pro děti Kamarádi z prostředí pražské Malé Strany, kde svoji první velkou filmovou roli ztvárnil herec, zpěvák a moderátor Marek Eben. Známé jsou i další její pohádkové snímky, mimo jiné např. film Zlatovláska, při jehož natáčení se sblížila se svým pozdějším manželem Petrem Štěpánkem.
Zemřela ve věku 77 let v sanatoriu Topas ve Škvorci u Úval a je pochována na Vinohradském hřbitově v Praze.

## Filmy a seriály, které režírovala

### 1969
- Kamarádi – první série
- Popelka

### 1971
- Mrtvý princ

### 1973
- Zlatovláska

### 1974
- Kamarádi – druhá série

### 1983
- O zakletém hadovi

### 1984
- Čertův švagr
- Až já budu královna

### 1985
- My holky z městečka

### 1989
- O podezíravém králi

### 1994
- O zlatém pokladu

### 1997
- Cyprián a bezhlavý prapradědeček
- Vojtík a duchové